# Maybe
„Maybe” este al doilea single lansat de pe cel de-al doilea album lansat de Jay Sean, My Own Way. Data inițialã a lansãrii single-ului a fost pe 7 aprilie 2008, dar a fost restabilitã. Într-un interviu acordat revistei Blues and Soul, cântărețul a declarat că melodia are influențe din perioada old-school a R&B-ului britanic. 
Varianta "Maybe" digitalã a fost disponibiã pe iTunes de pe data de 20 aprilie 2008 worldwide, iar CD-ul single-ului a fost lansat pe data de 28 aprilie 2008. 
"Maybe" a ajuns în Topul 20 din The UK Singles Chart, poziționând pe locul #10 în sãptãmâna din 4 May 2008. A fost cântecul cel mai de succes al lui Jay Sean din Asia De Est de asemenea, unde a ajuns pe locul #7 de pe The Japan Hot 100 Singles chart. 
"Maybe" a ajuns pe locul #1 de pe The Japanese Airplay Charts. O versiune Hindi cântatã de Jay Sean a fost lansatã ca parte a albumului My Own Way în India. Un cover Mandarin Chinese al lui Coco Lee a fost lansatã în China de asemenea.

## Informații
Într-un interviu acordat revistei Blues and Soul din Martie 2008, cântărețul a declarat că melodia are influențe din perioada old-school a R&B-ului britanic: "Eu am ascultat foarte mult old-school R&B în mașina mea exact când s-a întâmplat sã creez melodia cântecului! Imediat ce mi-a trecut prin minte, am mers pe la studio. Și odatã ce am ajuns acolo, i-am spus producãtorului: "Nu vorbi cu mine! Lasã-mã doar sã îți fredonez melodia aceasta foarte repede înainte sã o uit!"... Și odatã ce am început sã cânt, el a început imediat sã cânte la chitarã în jurul melodiei. Deci totul a fost foarte organic scris, nu a fost vreo situație de genul: "Oh, ce beat cool - De unde este samplat?" În loc sã fie bazat pe producție, a fost pur și simplu doar despre cântec, despre melodie și despre versuri." 

## Istoric
"Maybe" a fost inițial plãnuitã a fi lansatã în Regatul Unit pe data de 7 aprilie 2008 urmatã de albumul My Own Way pe data de 14 aprilie 2008. Însã din cauza unor motive necunoscute, lansãrile single-ului și albumului au fost amândouã amânate pânã pe data de 21 aprilie 2008 și 12 mai 2008 respectiv. Mai târziu, o versiune Hindi a cântecului a fost lansatã și pe YouTube. Este cunoscutã de asemenea ca Shayad.
Pe data de 14 august 2009, albumul Mandarin Chinese al lui Coco Lee,  East To West conține o versiune cover al cântecului "Maybe" de Jay Sean numitã "Love Right Now".

## Clipuri video
Pe data de 22 februarie 2008, videoclipul a fost disponibil exclusiv pe YouTube. Pe data de 7 martie 2008, music video-ul a avut premiera pe posturile TV The Box și BBC.

## Topuri radio
| Chart (2008)                         | Peak position |
| ------------------------------------ | ------------- |
| Europa (European Hot 100 Singles)    | 64            |
| Japonia (Japan Hot 100)              | 7             |
| UK Singles (Official Charts Company) | 19            |

## Formate audio
| #                          | Title                                 | Time |
| -------------------------- | ------------------------------------- | ---- |
| CD1: Island / 1748515 (UK) |                                       |      |
| 1.                         | "Maybe" [Radio Edit]                  | 3:26 |
| 2.                         | "Ghetto Bruv!"                        | 3:21 |
| CD2: Island / 1748657 (UK) |                                       |      |
| 1.                         | "Maybe" (The Beep Beep Song)          | 3:30 |
| 2.                         | "Maybe (J remy & Bobby Bass Remix)"   | 3:09 |
| 3.                         | "Maybe (Agent X Edit)"                | 3:59 |
| 4.                         | "Maybe (Panjabi Hit Squad Remix)"     | 3:17 |
| 5.                         | "Maybe (Reelsoul Sole Channel Remix)" | 4:05 |
| 6.                         | "Maybe (Tigerstyle Remix)"            | 3:22 |
| 7.                         | "Ghetto Bruv!"                        | 3:21 |